# Lavinia Abate
Lavinia Abate, née le 24 mars 2004 à Rome, est un mannequin italien couronnée Miss Italie 2022.

## Biographie
Lavinia Abate naît à Rome le 24 mars 2004. Son père, Fiorenzo, est employé chez Telecom Italia, et sa mère, Camilla, est écossaise et professeure d'anglais dans une école internationale de Rome. Elle a deux frères.
À 18 ans, alors étudiante en dernière année au lycée scientifique Manfredi Azzarita (it), elle remporte le titre de Miss Rocchetta Bellezza Lazio, qui lui permet d'accéder à la demi-finale de Miss Italie 2022.
Le 21 décembre 2022, elle est couronnée Miss Italie 2022,.
En septembre 2023, elle fait ses débuts à la télévision en devenant la nouvelle hôtesse de l'émission Il mercante in fiera (it), animée par Pino Insegno, sur Rai 2.
En novembre de la même année, elle publie un premier single intitulé Non sto bene con me.

## Télévision
- Il mercante in fiera (it) (Rai 2, 2023)